# Cheilosia himalayensis
Cheilosia himalayensis är en tvåvingeart som först beskrevs av Enrico Adelelmo Brunetti 1915.  Cheilosia himalayensis ingår i släktet örtblomflugor, och familjen blomflugor. Inga underarter finns listade i Catalogue of Life.